# Gottfried von Droste
Gottfried Freiherr von Droste zu Vischering (* 11. Januar 1908 in Pasing; † 21. Dezember 1992 in Braunschweig) war ein deutscher physikalischer Chemiker, dem zusammen mit Siegfried Flügge und unabhängig von Lise Meitner und Otto Frisch eine vollständige physikalisch-theoretische Deutung unmittelbar nach Bekanntwerden der Entdeckung der Kernspaltung gelang.

## Leben
Von Droste wurde 1908 in Neupasing in der zur Zeit noch selbständigen Stadt Pasing bei München geboren. Er begann 1926 ein Studium der Physik bei Philipp Lenard an der Ruprecht-Karls-Universität Heidelberg, wechselte dann erst zur Ludwig-Maximilians-Universität München und studierte bei Arnold Sommerfeld und schließlich zur Friedrich-Wilhelms-Universität zu Berlin.
In der Zeit des Nationalsozialismus promovierte er dort „magna cum laude“ im Februar 1933 bei Lise Meitner mit der Dissertation Über eine Untersuchung der vom RaD emittierten Wellenstrahlung mit der Wilsonmethode. Noch im gleichen Jahr wurde von Droste Mitglied der Sturmabteilung und begann seine Arbeit als Assistent am Kaiser-Wilhelm-Institut für Chemie in Berlin. Am 5. Oktober 1937 beantragte von Droste die Aufnahme in die NSDAP und wurde rückwirkend zum 1. Mai desselben Jahres aufgenommen (Mitgliedsnummer 5.370.671). Nachdem von Droste zusammen mit Siegfried Flügge 1939 die Entdeckung der Kernspaltung kernphysikalisch gedeutet und die mögliche Freisetzung enormer Energiemengen vorhergesagt hatte, wurde er Mitglied des daraufhin initiierten Uranprojekts und veröffentlichte in den zugehörigen geheimen Kernphysikalischen Forschungsberichten. In den Jahren 1939 bis 1943 besprach er häufig politische Fragen mit Werner Heisenberg. Im Jahre 1942 wechselte Droste an die Reichsuniversität Straßburg, um an der kernphysikalischen Forschungsstätte von Rudolf Fleischmann zu arbeiten. Von 1944 bis zum Ende des Krieges 1945 war von Droste am Institut für Physik (heute Max-Planck-Institut für Kernphysik) der Ruprecht-Karls-Universität Heidelberg beschäftigt.
Nach einer Unterbrechung bei Kriegsende nahm er dort im Jahre 1946 bei Walther Bothe seine Arbeit wieder auf und blieb bis 1951, als er zur Physikalisch-Technischen Bundesanstalt in Braunschweig wechselte.

## Publikationen (Auswahl)
- Über eine Untersuchung der vom Ra D emittierten Wellenstrahlung nach der Wilsonmethode, Dissertation, Zeitschrift für Physik 84, 1933.
- Über die Anzahl der Ausschläge eines Zählrohres bei Bestrahlung mit γ-Strahlen verschiedener Wellenlänge, Zeitschrift für Physik 100, 1936.
- Über die Bremsstrahlung der β-Strahlen des Ra E, Zeitschrift für Physik 104, 1937.
- Über Versuche eines Nachweises von α-Strahlen während der Bestrahlung von Thorium und Uran mit Radium-Beryllium-Neutronen, Zeitschrift für Physik, 110, 1938.
- Energetische Betrachtungen zu der Entstehung von Barium bei der Neutronenbestrahlung von Uran, zus. m. Siegfried Flügge, Zeitschrift für Physikalische Chemie 42, 1939.
- Über die Energieverteilung der bei der Bestrahlung von Uran mit Neutronen entstehenden Bruchstücke, Die Naturwissenschaften, Bd. 27, 1939.
- Über die beim Zerspalten des Urankerns auftretenden Neutronen, zus. m. Hermann Reddemann, Die Naturwissenschaften, Bd. 27, 1939.
- Bericht über einen Versuch mit 2t Natriumuranat G-24, Kernphysikalische Forschungsberichte (geheim), 1940.
- Über den Spaltprozess bei Präparat 38 G-78, Kernphysikalische Forschungsberichte (geheim), 1941.